# Гордон, Арчибальд, 5-й маркиз Абердин и Темер
Арчибальд Виктор Дадли Гордон, 5-й маркиз Абердин и Темер (англ. Archibald Victor Dudley Gordon, 5th Marquess of Aberdeen and Temair; 9 июля 1913 — 7 сентября 1984) — шотландский пэр, писатель и телеведущий, именовавшийся лордом Арчибальдом Гордоном с 1965 по 1974 год.

## Биография
Родился 9 июля 1913 года. Второй сын Дадли Гладстона Гордона, 3-го маркиза Абердина и Темера (1883—1972), и его первой жены, Сесиль Элизабет Драммонд (1878—1948), дочери Джорджа Джеймса Драммонда (1835—1917) и Элизабет Сесиль София Норман (? — 1921).
Он учился в школе Харроу.
Он был помощником секретаря Совета по защите сельских районов Англии в 1936—1940 годах. Он присоединился к Службе мониторинга Би-би-си в 1940 году. С 1946 по 1972 год он работал в отделе радиопередач Би-би-си. Он выпускал « Неделю в Вестминстере », а также партийные политические и предвыборные передачи в период с 1946 по 1966 год. С 1967 по 1972 год он возглавлял отдел радиопередач и документальных фильмов.
После смерти своего старшего брата Дэвида Гордона, 4-го маркиза Абердина и Темера, 13 сентября 1974 года Арчибальд Гордон сменил его на посту 5-го маркиза Абердина и Темера, а также унаследовал титулы 5-го графа Хаддо, графство Абердиншир; 8-го виконта Гордона из Абердина, Абердиншир; 11-го виконта Форматина; 13-го баронета Гордона из Хаддо, Абердиншир; 11-го лорда Хаддо, Метлика, Тарвса и Келли, а также 11-го графа Абердина.

## Личная жизнь
Лорд Абердин и Темер никогда не был женат и жил со своим камердинером в Саффолке. По предложению друга семьи Роя Палмера из Хоули он переехал жить в Хоули в Грейндж до своей смерти.
В сентябре 1984 года 71-летний Арчибальд Гордон, маркиз Абердин и Темер, скончался. Ему наследовал его младший брат, Аластер Гордон, 6-й маркиз Абердин и Темер.